# Rhin
|  | Rhin er også det franske navn på Rhinen |
Rhin er en flod i den tyske delstat Brandenburg. Den er en biflod fra højre til Havel og har en længde på 125 km. Den løber gennem byen Neuruppin og flere søer. Et par kilometer efter Rhinow munder Rhin ud i Havel, cirka 20 km før Havel selv munder ud i Elben.